# Georges Grillot
Pour les articles homonymes, voir Grillot.
Ne doit pas être confondu avec le général de corps d'armée Jean Georges Grillot (1926-2003).
Georges Grillot, né le 13 juillet 1926 à Mhère (Nièvre) et mort le 13 juillet 2024 à Paris,,, est un général français.
« Chef exceptionnel » selon le général Bigeard, il s'illustre particulièrement lors de la Guerre d'Algérie à la tête du commando Georges qu'il créé en 1959 et qui porte son prénom.
Il commande le service Action du Service de documentation extérieure et de contre-espionnage (SDECE) (devenu la DGSE) de fin 1979 à fin 1982 sous la direction d'Alexandre de Marenches.
Cinq fois blessé au combat et titulaire de dix-huit citations, dont sept à l'ordre de l'armée, il est grand-croix de la Légion d'honneur et de l'ordre national du Mérite.

## Biographie

### Indochine et Algérie

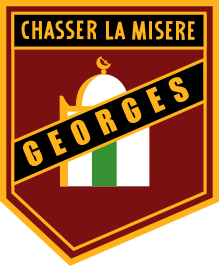
Ecusson du commando Georges.

Georges Grillot s'engage en septembre 1946, à l'âge de 20 ans, comme simple soldat au titre du 15e régiment de tirailleurs sénégalais  affecté en Algérie. Nommé sergent un an plus tard, il est volontaire pour servir en Extrême-Orient et rejoint le 6e régiment d'infanterie coloniale au Tonkin, pendant la guerre d'Indochine. Il y commande une section de supplétifs vietnamiens. Il est blessé trois fois : par balle en mai 1949 ; en tombant dans un piège piqué de bambous en septembre 1949 ; et par l’explosion d’une grenade piégée en décembre de la même année. Il est décoré de la médaille militaire ainsi que de la croix de guerre des Théâtres d'opérations extérieurs à sept reprises (2 palmes et 5 étoiles). Il est finalement rapatrié en France le 5 janvier 1951 après 3 ans de séjour en Indochine.
De retour en métropole et promu sergent-chef, il rejoint la 1re demi-brigade colonial de commandos parachutistes à Vannes dans le Morbihan. Au cours de cette affectation, il prépare et réussit le concours interne d'entrée à l'École spéciale militaire interarmes de Saint-Cyr (ESMIA), où il intègre les rangs de la promotion « Ceux de Dien Bien Phu » (1953-1955). Promu sous-lieutenant, il effectue ensuite une formation à l'École d'application de l'arme blindée cavalerie (EAABC) de Saumur (1955).
Il embarque fin 1955 pour l’Algérie, où il commande un peloton blindé au sein du 151e régiment d’infanterie motorisé pendant quelques mois, avant de rencontrer le colonel Marcel Bigeard. Ce dernier le fait affecter à son 3e régiment de parachutistes coloniaux. Il est grièvement blessé en août 1956 dans les monts des Nemencha.
Après 6 mois de convalescence en métropole, promu lieutenant, il retourne en Algérie et participe à la bataille d'Alger en 1957.
Il rejoint ensuite le colonel Bigeard dans le secteur de Saïda. C'est là qu'il crée le « commando musulman » ou « commando Georges », à partir de janvier 1959 qui comprend essentiellement des ralliés du Front de libération nationale (FLN). Promu capitaine en février 1960, il en prend le commandement avec comme adjoints le lieutenant Armand Bénésis de Rotrou (1932-2012) et le lieutenant Youssef Ben Brahim (1927-1968). Un millier de militants du FLN-ALN sont tués ou capturés en quatre ans.
Après le putsch des généraux du 21 avril 1961, Georges Grillot refuse de voir son commando prendre part au putsch, malgré les appels du général Jouhaud. Après la fin des hostilités en 1962, Grillot parvient à rapatrier en France une soixantaine de ses harkis. Certains restent en Algérie et connaissent une fin tragique. Il quitte l'Algérie en ayant reçu à onze reprises la croix de la Valeur militaire (5 palmes et 6 étoiles).

### Chef du Service Action du SDECE
Rentré en France, il alterne les affectations en écoles et en unités (notamment en unités para à Perpignan et à Calvi). Il est commandant en second du 12e régiment de cuirassiers à Müllheim en 1973. Après avoir commandé le 3e régiment de hussards à Pforzheim de 1975 à 1977, il est promu colonel en 1978.
Il prend en décembre 1979 la tête du service Action du SDECE, sous la direction d'Alexandre de Marenches, en remplacement du colonel de Marolles.
Le SDECE participe, aux côtés des Forces armées royales du Maroc, à des opérations contre le Front Polisario. Le colonel Grillot est chargé de cette mission en relation avec les forces marocaines et les services marocains. Il passe plusieurs mois au Sahara occidental à proximité de la frontière algérienne. Il a notamment pour interlocuteur Ahmed Dlimi.
Il quitte le SDECE en décembre 1982 après avoir été promu général de brigade en avril de la même année.
Titulaire de dix-huit citations et blessé cinq fois en Indochine et en Algérie, il prend sa retraite et publie Mourir pour la France ? en 1999.
Il est élevé à la dignité de grand-croix de la Légion d'honneur en 2002,.

## Décorations

### Françaises
- Grand-croix de la Légion d'honneur (2002)[8]
- Médaille militaire[8]
- Grand-croix de l'ordre national du Mérite[8]
- Croix de guerre des Théâtres d'opérations extérieurs (Indochine) (2 palmes et 5 étoiles)
- Croix de la Valeur militaire (Algérie) (5 palmes et 6 étoiles)
- Médaille commémorative des opérations de sécurité et de maintien de l'ordre
- Médaille commémorative de la campagne d'Indochine
- Insigne des blessés militaires

### Étrangères
- Commandeur du Ouissam alaouite (Maroc)

## Ouvrage
- Mourir pour la France ?, Economica, 1999

### Sources biographiques
- Pascal Le Pautremat, « Le commando Georges. De la contre-guérilla à la tragédie (1959-1962) », dans Guerres mondiales et conflits contemporains, no 213. En ligne.
- Général Robert Gaget, Le Commando Georges, Jacques Grancher, 2000
- Lieutenant-colonel Armand Bénésis de Rotrou, Commando « Georges » et l'Algérie d'après, Dualpha, 2009.
- Roger Faligot, Jean Guisnel et Rémi Kauffer, Histoire politique des services secrets français. De la Seconde Guerre mondiale à nos jours, La Découverte, 2013
- Michel Wattel et Béatrice Wattel (préf. André Damien), Les Grand’Croix de la Légion d’honneur : De 1805 à nos jours, titulaires français et étrangers, Paris, Archives et Culture, 2009
- Le général Grillot est placé dans la réserve dix-huit mois avant la limite d'âge de son grade, Le Monde, 22 octobre 1982.